# Skedteorin

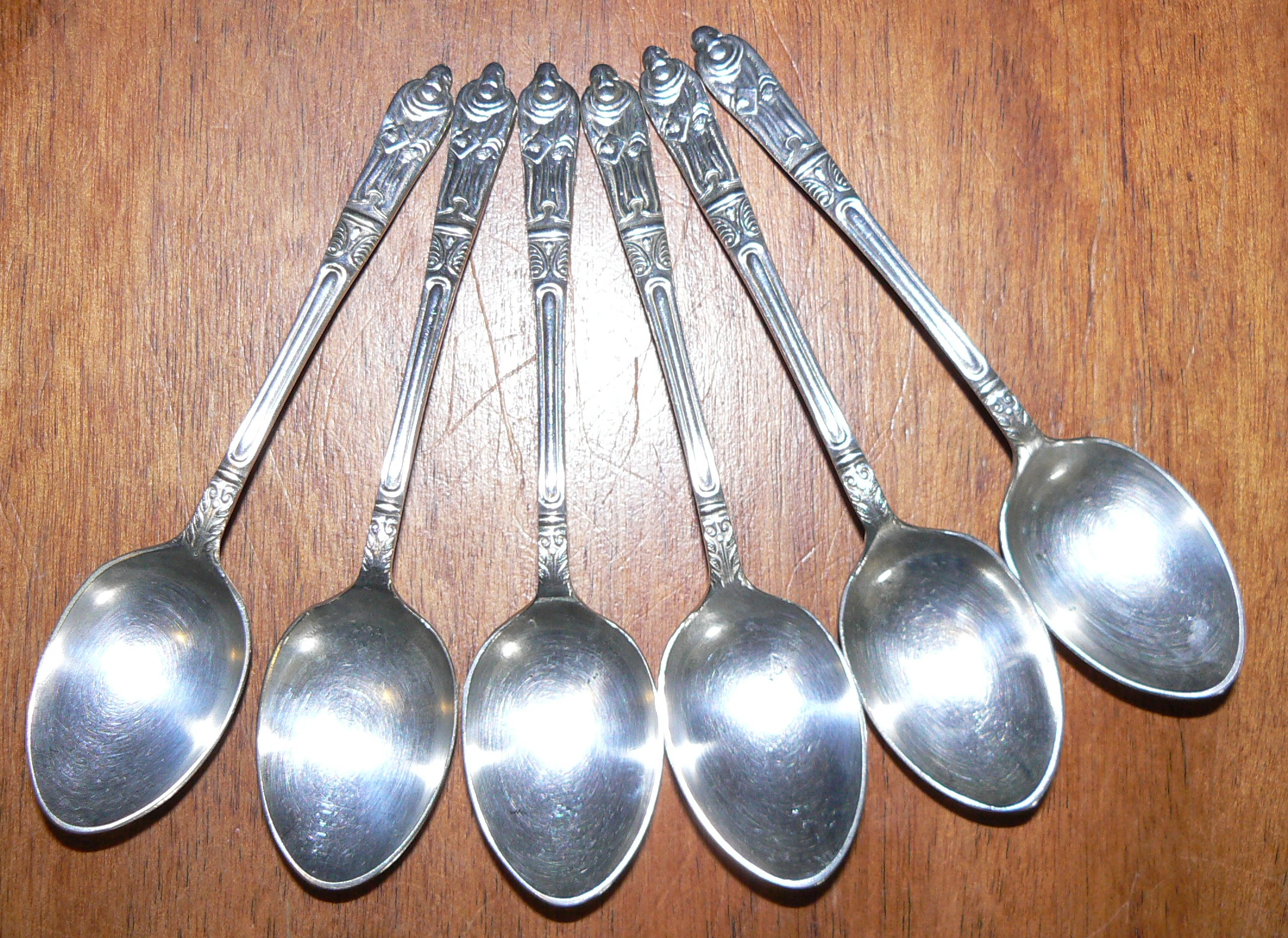
Skedar används som en metafor och visuell representation för energiransonering.

Skedteorin är en metafor som används för att beskriva mängden mental eller fysisk energi en person har tillgänglig för dagliga aktiviteter och uppgifter.
Teorin utvecklades 2003 av Christine Miserandino som ett sätt att uttrycka hur det kändes att ha lupus. Hon använde skedar för att ge en visuell representation av antalet energienheter en person kan ha och hur kronisk sjukdom tvingar henne att planera sina dagar och handlingar i förväg, för att inte få slut på energi, eller skedar.
Skedteorin har sedan dess tillämpats på andra fenomen, sjukdomar, mental ohälsa, marginalisering och andra faktorer som kan lägga en extra – ofta osedd – börda på människor.